# Moncloa (metrostation)
Moncloa is een metrostation in het stadsdeel Moncloa-Aravaca van de Spaanse hoofdstad Madrid dat op 17 juli 1963 werd geopend. Het ligt onder de Calle de la Princesa voor het hoofdkwartier van de Spaanse lucht- en ruimtemacht. De naam dankt het station aan het gelijknamige plein iets ten noorden van het station waar onder meer het bestuursgebouw van het stadsdeel en de triomfboog te vinden zijn. Het metrostation maakt deel uit van een OV-knooppunt dat ook een ondergronds busstation omvat dat door een groot deel van de streekbussen van/naar het noordwesten wordt bediend. 

## Geschiedenis
In 1963 werd lijn 3 van Argüelles, dat sinds 1941 het noordwestelijk eindpunt van de lijn was, doorgetrokken naar Moncloa. Het nieuwe eindpunt kreeg meteen perrons van 90 meter lengte in plaats van de toen geldende standaard 60 meter. De perrons lagen toen in een gebogen enkelgewelfdstation op niveau -2 onder de Plaza de Moncloa. Ten noorden van de perrons lag een ondergrondse hal met opstelsporen. De toegangen lagen destijds in Calle de Isaac Peral respectievelijk Calle de Fernández de los Ríos. 
Op 10 mei 1995 werd het sluitstuk van de ringlijn geopend waaronder de perrons bij Moncloa. Deze liggen op niveau -3 in een kuip en waren destijds via een verbindingsgang verbonden met de hoger gelegen perrons van lijn 3. Het eerste ondergrondse busstation van Madrid werd korte tijd later geopend op niveau -1, met een inrit in het midden van de Calle de Princesa. Dit busstation kreeg twee eigen toegangen, een op de hoek van Paseo Moret en Calle de Princesa en een andere aan de Calle de Princesa voor de ingang van het hoofdkwartier. De 14 haltes werden bediend door 30 streekbuslijnen van/naar bestemmingen in de Sierra de Guadarrama en andere plaatsen aan de A6. De groei van het aantal streekbuslijnen bij Moncloa was aanleiding om een 2004 een aantal haltes te verplaatsen naar de Paseo de Moret, in afwachting van de uitbreiding van het ondergrondse busstation. 
Deze uitbreiding betekende dat de tunnel uit 1963 plaats moest maken voor de nieuwe ondergrondse bushaltes onder de Plaza de Moncloa. De bouw vond plaats tijdens groot onderhoud aan lijn 3, waarbij voor die lijn nieuwe perrons aan de oostkant van die van lijn 6 op niveau -3 werden gebouwd. Dit betekende dat de perrons van lijn 3 in de zomers van 2004, 2005 en 2006 gesloten waren voor de reizigersdienst. Op 30 september 2006 werd het metrostation uit 1963 gesloten, net als de toegangen aan de Calle de Isaac Peral respectievelijk Calle de Fernández de los Ríos. Aan de Calle de Arcipreste de Hita kwam toen een nieuwe toegang tot het busstation.

Station en metrolijnen bij Moncloa
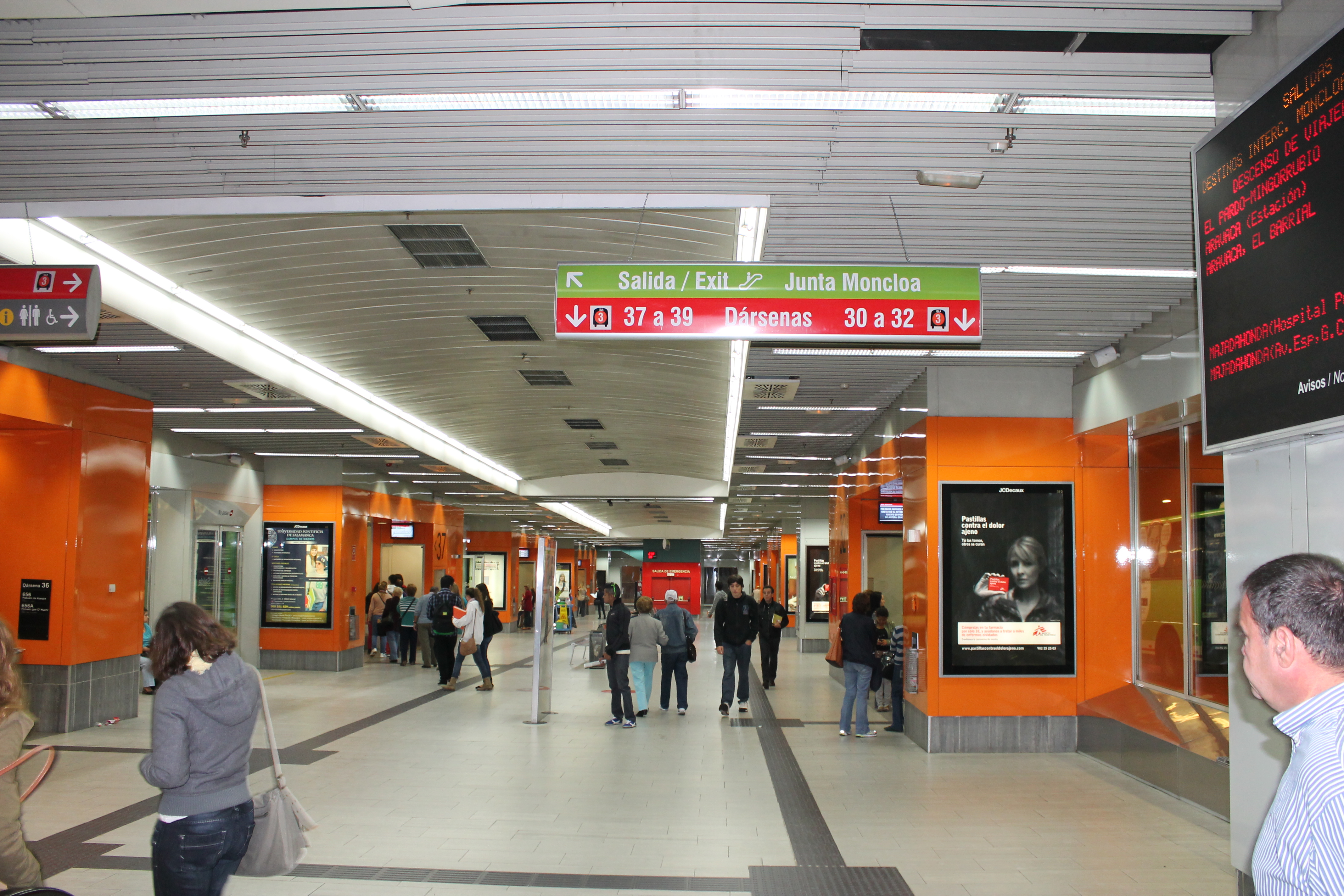
Halte-eiland 3 van het busstation

Door de nieuwe perrons van lijn 3 kon met de uitbreiding van het busstation worden begonnen. Op 18 februari 2008 werd de uitbreiding geopend door de president van de regio Madrid, de regionale minister van Transport en Infrastructuur en verschillende burgemeesters van gemeenten in de Sierra de Guadarrama. De hoofdingang van de uitbreiding ligt voor de deur van het bestuursgebouw van het stadsdeel Moncloa-Aravaca. De reizigersdienst begon op 19 februari 2008 waarbij zeven lijnen werden verplaatst. Daarna werden tot 6 maart 2008 meerdere lijnen vanuit bouwdeel 1 en de Paseo de Moret verplaatst.
De streekbussen gebruikten daarna allemaal de uitbreiding terwijl bouwdeel 1 werd opgeknapt, hetgeen op 23 december 2008 was voltooid. Hierbij werd het halte-eiland aangepast aan de halte-eilanden in het nieuwe deel.  
In de periode 26 december 2008 – 17 januari 2009 werden de haltes  herverdeeld over de drie halte-eilanden. Hierbij werden de streekbuslijn die hun eindpunt hadden in de Paseo de Moret en de Calle de la Princesa verplaatst. 
Tussen 5 en 14 augustus 2009 werden de haltes opnieuw herverdeeld waardoor ook de langeafstandslijnen van ALSA naar Valladolid, Palencia en León een halte kregen in de uitbreiding. Vanaf 8 februari 2010 kwamen ook haltes voor stadsbussen in het ondergrondse busstation, te beginnen met lijnen 160, 161 en 162. 
Op 12 januari 2009 ontspoorde een metrostel van de reeks 7000 bij aankomst op het station. Dit leidde tot een rijverbod voor metrostellen van Ansaldobreda, de fabrikant van deze reeks, op lijn 6. 
Op 28 juni 2014 werd lijn 6 tussen Moncloa en Vicente Aleixandre gesloten in verband met werkzaamheden, zodoende was Moncloa tot 28 augustus 2014 tijdelijk eindpunt van lijn 6. 
Deze werkzaamheden omvatten de vervanging van het ballastbed door beton en de vervanging van een wissel uit 1995 door een moderner exemplaar. Deze wissel is de verbinding tussen de lijn en de ondergrondse opstelsporen bij Ciudad Universitaria. Deze werkzaamheden zouden duren tot begin september maar waren al eind augustus afgerond. 
Sinds 8 augustus 2018 verzorgt de Avanza-groep langeafstands busdiensten tussen Segovia en Moncloa.

## Toegangen
De zuidelijke toegang ligt in de Calle Arcipreste de Hita en is met een reizigerstunnel verbonden met een balkon boven de twee metrolijnen. Aan de oostkant hiervan is een verbinding met halte-eiland 1 in het busstation. De noordelijke toegang ligt aan de even kant van de Calle de la Princesa ter hoogte van huisnummer 96. Naast deze eigen toegangen van de metro kent het OV-knooppunt toegangen tot bouwdeel 1 van het busstation voor het hoofdkwartier, die is verbonden met de stationshal, en op de hoek van de Calle de la Princesa/Paseo de Moret, alsmede toegangen tot de uitbreiding van het busstation rond de Plaza de Moncloa. De lift bevindt zich in de toegang vlak voor het stadsdeelkantoor. Deze toegangen zijn inpandig verbonden met niveau -2 van het metrostation tijdens de openingstijden van het busstation (6:00 – 0:00).    

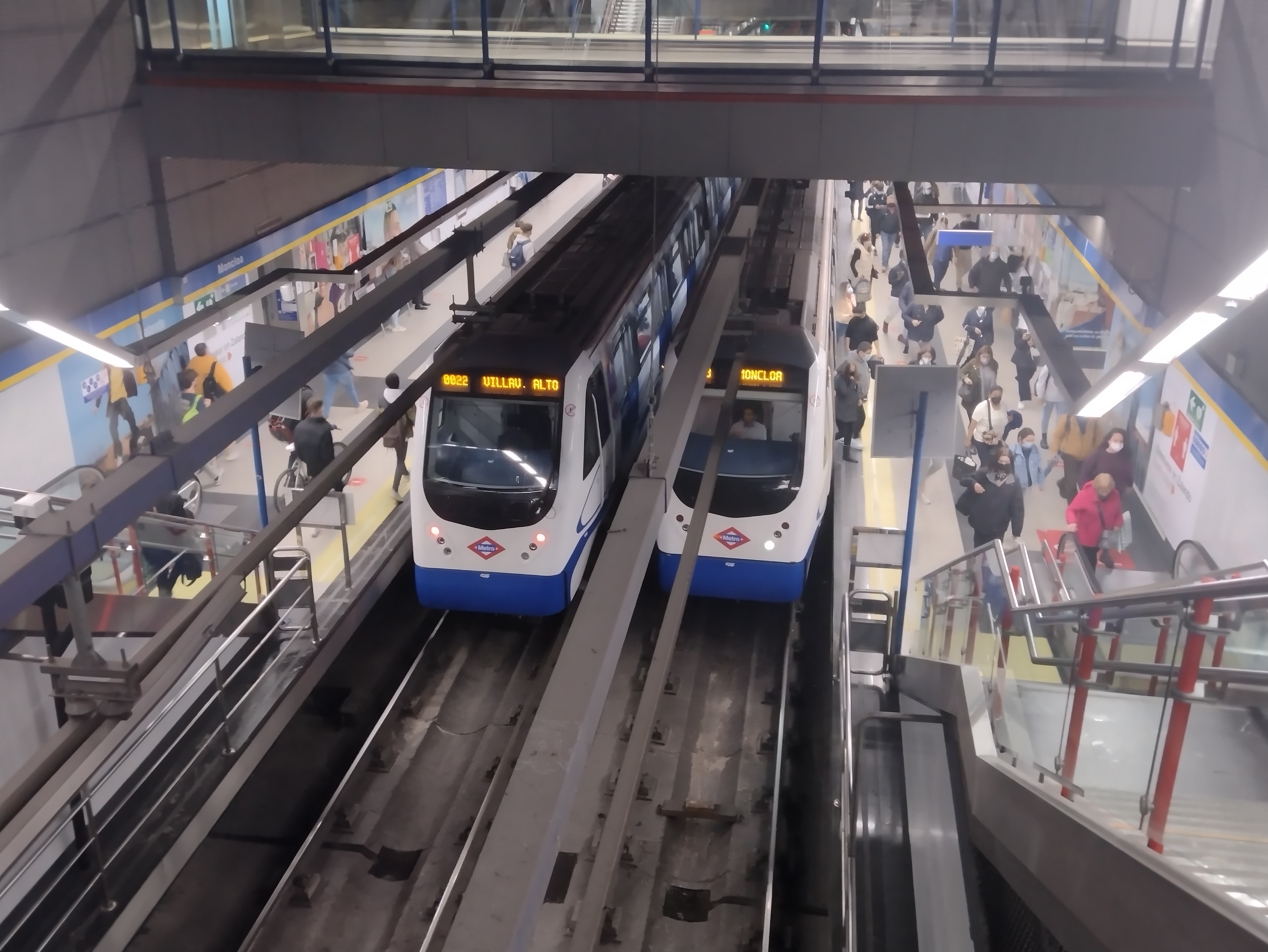
Sporen en perrons van lijn 3 gezien uit het noorden
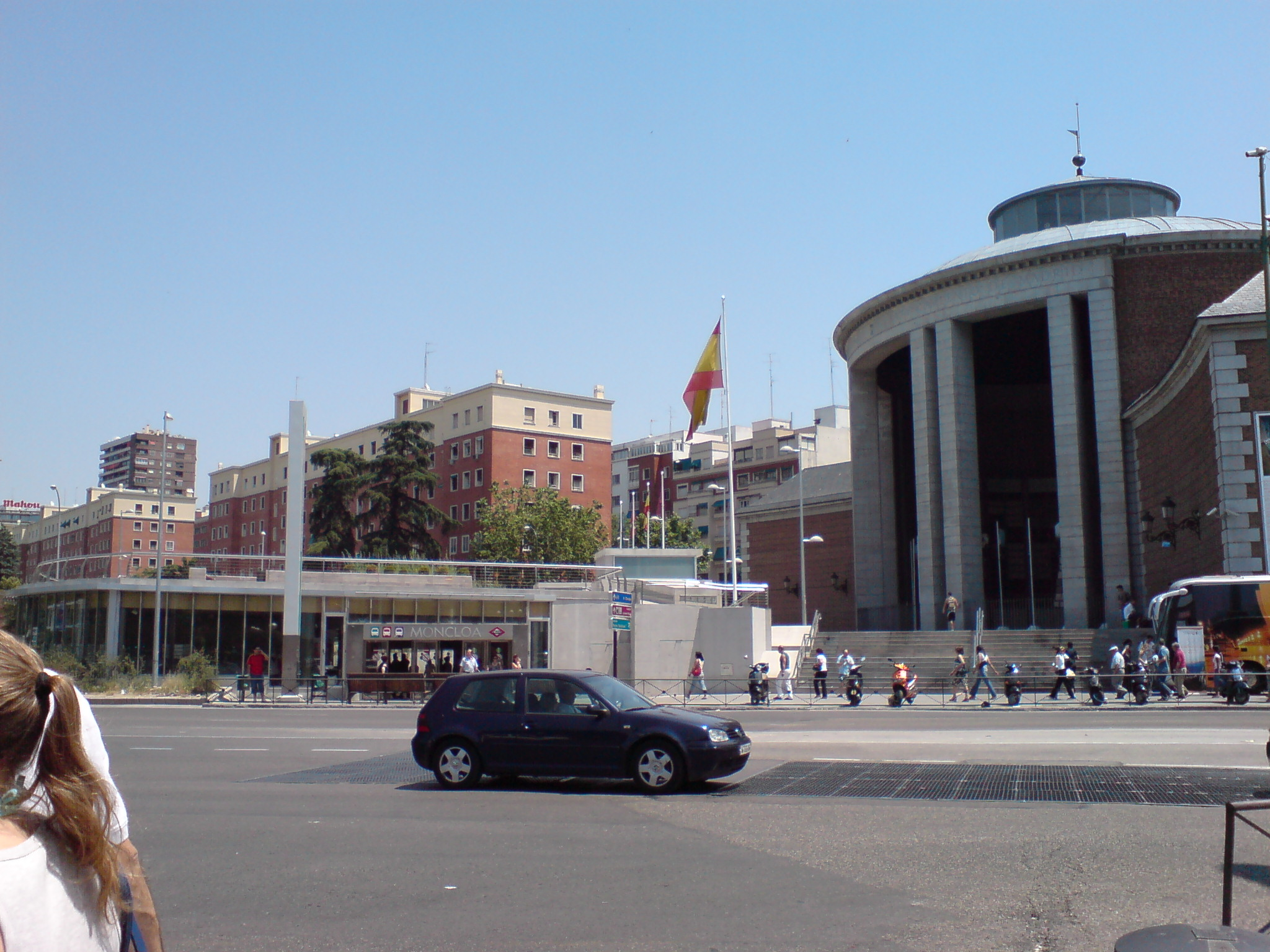
Toegang tot het busstation voor het stadsdeelkantoor
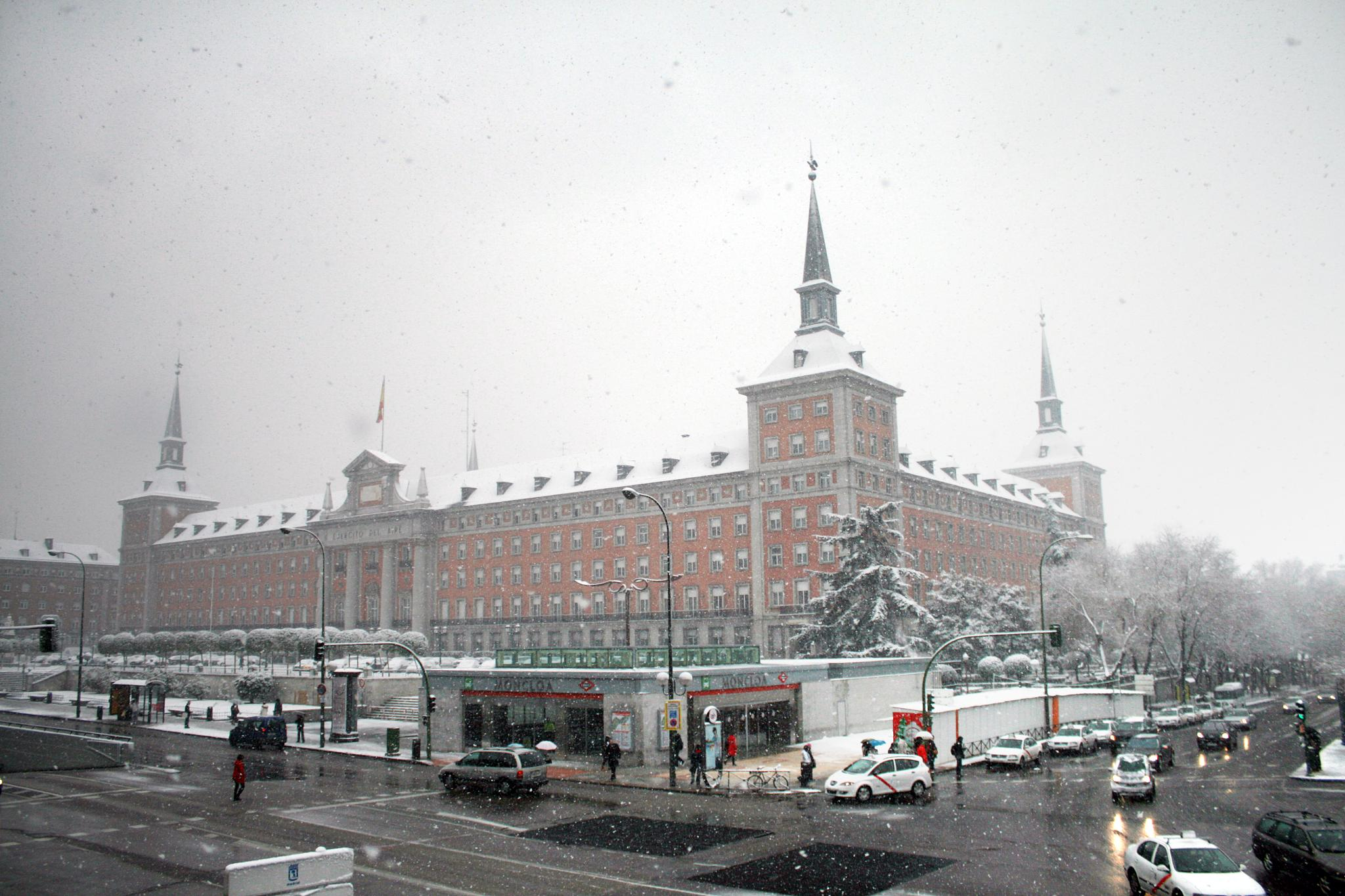
Hoofdkwartier en toegang op de hoek van de Paseo de Moret